# Olympique de Soliman
L’Olympique de Soliman est un club tunisien de handball basé à Soliman, qui a vu le jour en 2001. Il remporte au cours de la saison 2015-2016 les barrages du play-off de la division d’honneur, ce qui lui permet d’accéder pour la première fois en division nationale B.

## Effectif
Les joueurs ayant participé à l’accession lors de la saison 2015-2016 sont les suivants :
- Abdelaziz Bouzaiane
- Hosni Ben Nasr
- Bilel Ouali
- Ahmed Boumnijel
- Karim Sassi
- Larbi Chaouch
- Slim Ben Mabrouk
- Sameh Selmi
- Ahmed Ben Aicha
- Hamdi Bouajila
- Hédi Allegue
- Wael Saadani
- Charfeddine Laabidi
- Rabiaa Dey
- Seifeddine Cherif
- Wael Tozri
- Zaid Trabelsi
- Mohamed Amine Larbi
- Mohamed Mokhtar Hamrouni
- Noussair Yahiaoui
- Housem Ben Mahmoud
- Mohamed Skandarani